# Asemonea pallida
Asemonea pallida är en spindelart som beskrevs av Wesolowska 200. Asemonea pallida ingår i släktet Asemonea och familjen hoppspindlar. Inga underarter finns listade i Catalogue of Life.